# Дуб Героїв Долини
Дуб Героїв Долини — ботанічна пам'ятка природи місцевого значення, створений Рішенням обласної ради № 6 / 16-417 від 7 листопада 2012 року Про оголошення ботанічної пам'ятки природи місцевого значення «Дуб Героїв Долини» з метою збереження в природному стані окремого унікального природного утворення - 600-річного дуба черешчатого, що має важливе природоохоронне, наукове, естетичне і пізнавальне значення.
Об'єкт розташований на території міста Святогірськ Донецької області, його площа — 0,01 га.

## Галерея

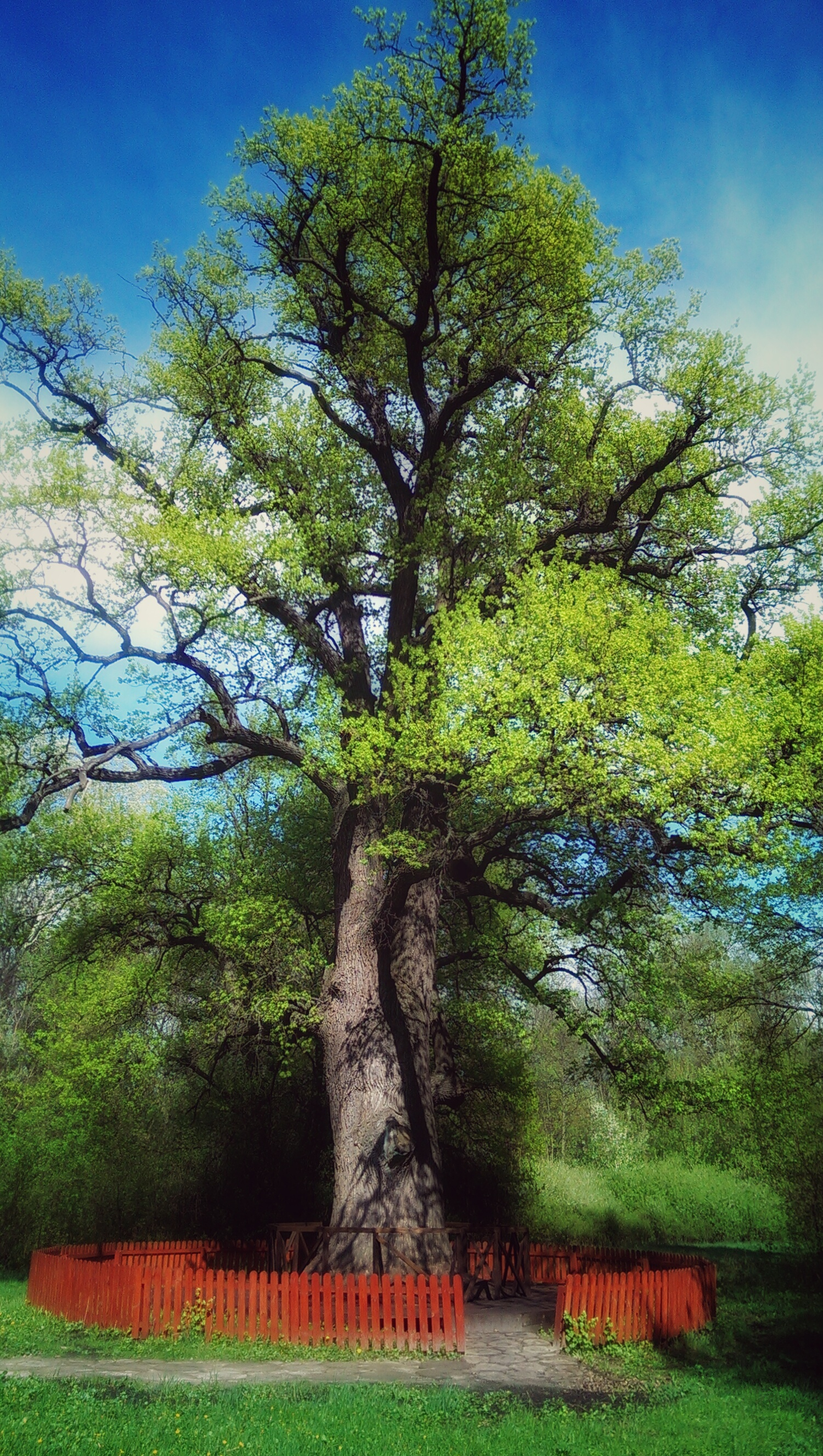
Квітень 2016 року
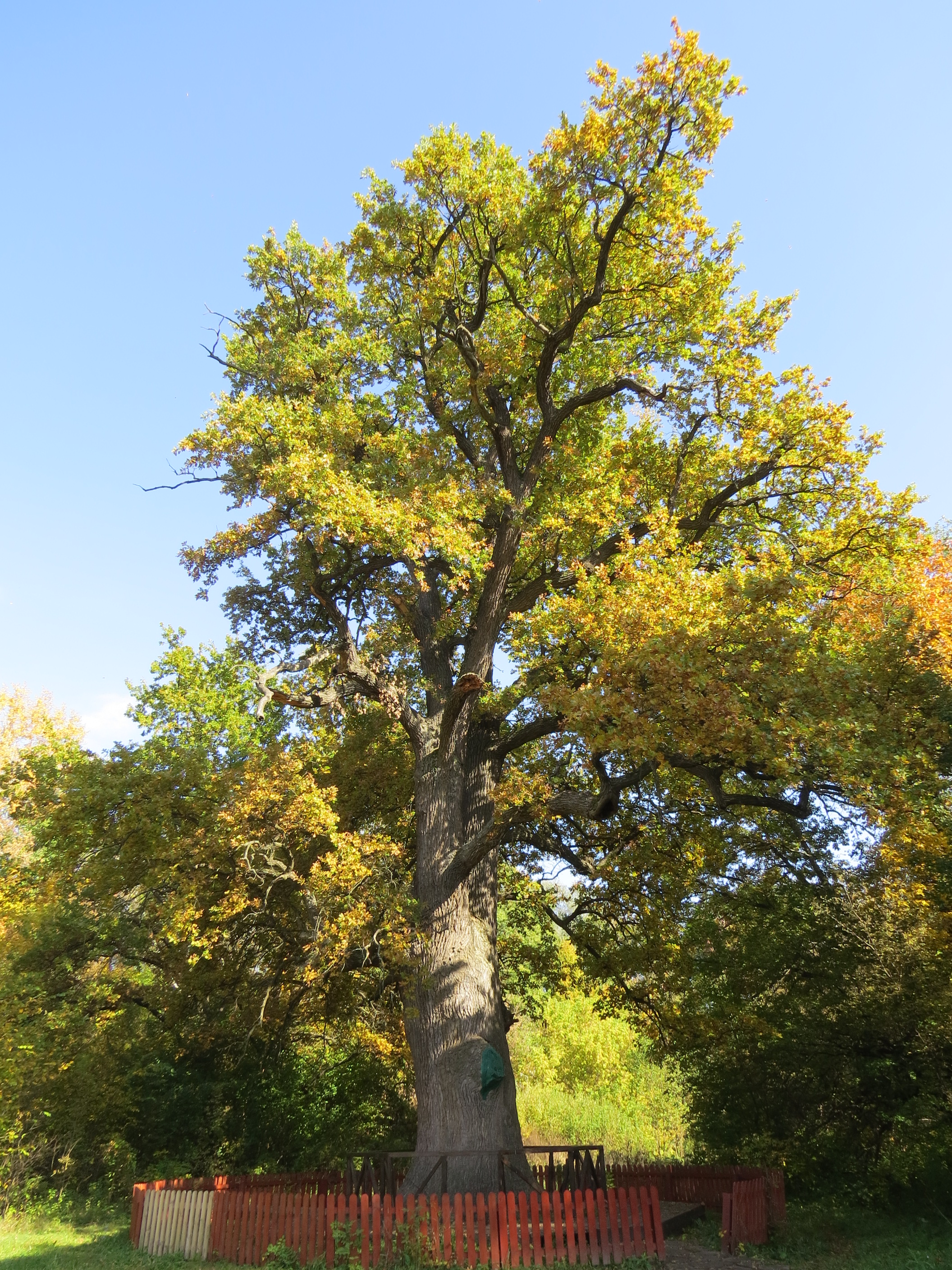
Жовтень 2016 року